# Christella clarkei
Christella clarkei là một loài dương xỉ trong họ Thelypteridaceae. Loài này được Holttum in B.K.Nayar & S.Kaur mô tả khoa học đầu tiên năm 1974.
Danh pháp khoa học của loài này chưa được làm sáng tỏ. 